# Tabernaemontana angulata
Tabernaemontana angulata là một loài thực vật có hoa trong họ La bố ma. Loài này được Mart. ex Müll.Arg. miêu tả khoa học đầu tiên năm 1860.